# 拉夫哈
29°38′19″N 43°30′5″E / 29.63861°N 43.50139°E
拉夫哈是沙特阿拉伯的城鎮，位於該國北部，毗鄰與伊拉克接壤的邊境，由北部邊疆省負責管轄，處於阿爾阿爾和哈費爾巴廷之間，海拔高度455米，2010年人口53,694。